# オリンパス E-620

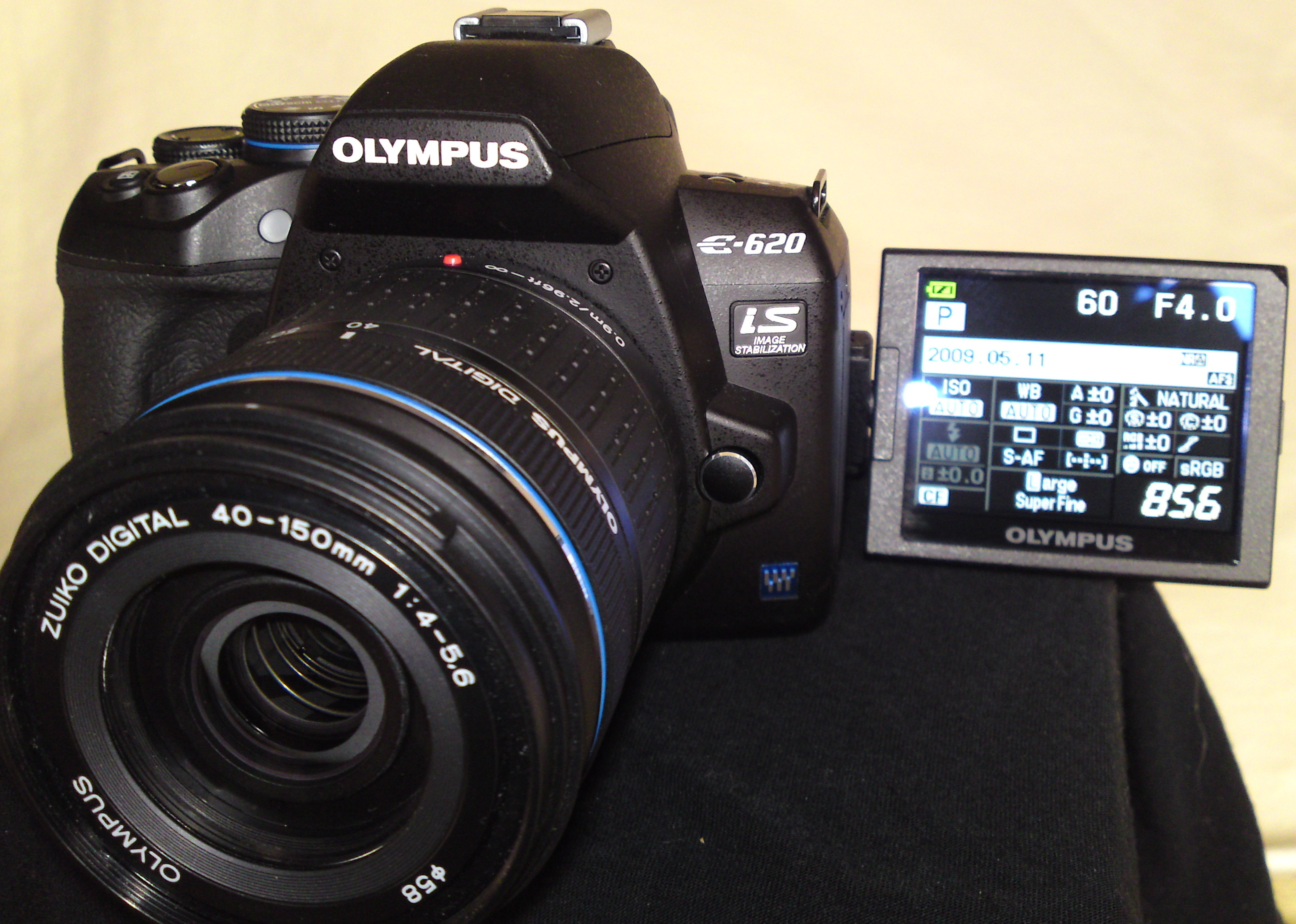
オリンパス E-620

オリンパス E-620は、2009年3月20日にオリンパスから発売されたオリンパスE-システムのレンズ交換式デジタル一眼レフカメラである。フォーサーズ・システムを採用している。
E-30とE-520の中間に位置する新型機で、初めて600番台の型番が与えられた。7点位相差AFとし、2軸可動式液晶モニターを備えながら、E-520並みの軽量を確保している。

## 仕様
| モデル              | E-620 |
| ------------------- | --- |
| 撮像素子            | 4/3型ハイスピードLiveMosセンサー 17.3×13.0mm |
| 有効画素数          | 1230万画素 |
| レンズマウント      | フォーサーズシステム・マウント |
| AF方式              | TTL位相差検出方式 ハイスピードイメージャ（コントラスト検出方式/ライブビュー時限定） ハイブリッドAF（コントラスト検出・TTL位相差検出併用/ハイスピードイメージャAFが対応していないレンズでライブビュー時） |
| 測距点              | 7点（位相差AF・ハイブリッドAF）・11点（ハイスピードイメージャAF） |
| 測光方式            | TTL開放測光、49分割デジタルESP測光、中央部重点平均測光、スポット測光、スポット測光ハイライト／シャドーコントロール                                                                                       |
| フォーカスモード    | シングルAF / コンティニュアスAF / MF / シングルAF+MF /コンティニュアスAF+MF |
| 連続撮影            | 約4コマ/秒・5コマまで（RAW）、容量いっぱいまで（JPG） |
| ISO感度             | 1EVステップ・1/3EVステップ AUTO / 100 / 200 / 400 / 800 / 1600 / 3200 |
| ホワイトバランス    | オート / プリセット 3000-7500k / カスタム / ワンタッチ |
| シャッター速度      | 60秒～1/4000秒（Mモード）、バルブ（30分） |
| 手ブレ補正          | ボディ内手ブレ補正、シャッタースピードで最大約4段分 |
| ファインダー        | アイレベル一眼レフ方式 視野率約95%・倍率0.96倍・プレビュー可 |
| 液晶モニタ          | 2.7型2軸可動式ハイパークリスタルIII液晶（全透過型TFTカラー液晶）・23万画素 |
| 記録媒体            | CFカードType I/II、マイクロドライブ対応、xDピクチャーカード |
| 電源                | 専用リチウムイオン電池 BLS－1 |
| 本体サイズ（W×H×D） | 130(W)×94(H)×60(D)mm |
| 質量（本体のみ）    | 約475g |